# Ишаиш, Зейяд
Зейяд Эйшайх Хусейн Ишаиш (араб. عدي الهنداوي‎; род. 23 октября 1998, Амман, Иордания) — иорданский боксёр-любитель, выступающий в полусредней и в первой средней весовых категориях. Член национальной сборной Иордании, участник Олимпийских игр 2020 года, бронзовый призёр Азиатских игр (2018), серебряный призёр чемпионата Азии (2022), четвертьфиналист двух чемпионатов мира 2019 и 2021 годов, чемпион Арабских игр (2023) в любителях.

## Биография
Зейяд Ишаиш родился 23 октября 1998 года в городе Амман, в Иордании.

## Любительская карьера
В конце августа 2018 года стал бронзовым призёром Азиатских игр в Джакарте и Палембанге (Индонезия), в категории до 69 кг, где он в полуфинале по очкам (0:5) проиграл опытному казаху Асланбеку Шымбергенову.
В сентябре 2019 года участвовал на чемпионате мира в Екатеринбурге (Россия), в категории до 69 кг. Где он в 1/16 финала по очкам (4:1) победил индийского боксёра Дурьодхана Неги, затем в 1/8 финала по очкам (5:0) победил монгольского боксёра Ганбаатарына Баярхуу, но в четвертьфинала по очкам (0:5) проиграл опытному узбекскому боксёру Бобо-Усмону Батурову, — который в итоге стал бронзовым призёром чемпионата мира 2019 года.

### Олимпийские игры 2020 года
В марте 2020 года, в Аммане (Иордания) занял 1-е место на Олимпийском квалификационном турнире от Азии/Океании, в финале победив опытного индийского боксёра Викаса Кришана, и прошёл квалификацию к Олимпиаде 2020 года.
Затем в 2020 году началась коронавирусная пандемия COVID-19, жёсткий коронавирусный карантин в Иордании и по всей Азии, и отсутствие соревновательной практики.
И в июле 2021 года он участвовал в Олимпийских играх в Токио, в категории до 69 кг, где в 1/8 финала соревнований по очкам (счёт: 2:3) проиграл опытному боксёру с острова Маврикий Мервену Клэру.

### 2021—2022 годы
В конце октября 2021 года в Белграде (Сербия) участвовал на чемпионате мира, в категории до 71 кг, где он в 1/32 финала соревнований по очкам (5:0) победил знаменитого кубинского боксёра Рониэля Иглесиаса Сотолонго, затем в 1/16 финала соревнований по очкам (5:0) победил словенского боксёра Эдина Сейдиновича, в 1/8 финала по очкам (4:0) победил норвежца Дона Эмини, но в четвертьфинала по очкам (1:4) проиграл опытному албанцу Албану Бекири, — который в итоге стал бронзовым призёром чемпионата мира 2021 года.
В ноябре 2022 года стал серебряным призёром чемпионата Азии в Аммане (Иордания) в категории до 71 кг. Где он в 1/8 финала соревнований по очкам (4:1) победил действующего чемпиона мира — опытного японца Сэвона Окадзава, в четвертьфинале единогласным решением судей победил молодого туркменского боксёра Байрамдурды Нурмухаммедова, затем в полуфинале единогласным решением судей победил киргиза Нурадина Рустамбека уулу, но в финале раздельным решением судей опять проиграл опытному казаху Асланбеку Шымбергенову.
11 декабря 2022 года в Абу-Даби (ОАЭ), на турнире IBA Champions’ Night в завершении III Global Boxing Forum, в рамках новой полупрофессиональной боксёрской серии IBA Pro Series, в 5-раундовом поединке решением судей вновь победил знаменитого кубинца Рониэля Иглесиаса Сотолонго.

### 2023 год
В феврале 2023 года стал победителем международного турнира на призы короля Марокко Мухаммеда VI в Марракеше (Марокко), где он в полуфинале — в конкурентном бою победил опытного россиянина Игоря Свиридченкова, а затем в финале победил Стива Куленгулука из ДР Конго.